# Kistoronya
Kistoronya (szlovákul: Malá Tŕňa) község Szlovákiában, a Kassai kerület Tőketerebesi járásában.

## Fekvése
Tőketerebestől 23 km-re délre, a Zempléni-hegység völgyében fekszik.

## Története
A falu 11. században már létezett egyes források szerint. A 13. században „Thurul” néven szerepel írott formában. 13. század második felében az Usz és a Tolcsvay családok birtoka volt, majd a század végén az Emődy családé. 1321-ben Micz bán utódai a Bacskó melletti Purustyán váráért cserélték el. Kistoronya (Kysthoronya) néven csak 1392-ben szerepel először. 1380-ban Perényi Miklós birtoka lett, majd a Csire és Debrő családoké. A 15. század elején a Toronyai, Csicseri, Fodor, Upori és Pálóci családok tulajdona, majd a század második felében a Bacskai, Tárkányi, Ernuszt és Nyársapáti családé. A 15. században a Toronyai család adományából a sátoraljaújhelyi pálosok is szőlőbirtokosok voltak a településen. A 16. században több birtokosa is volt. A 18. században a Trautson család birtoka lett, majd a kincstár tulajdona. Később a Pethők, Sennyeyek, Bretzheimek, Fischerek, Lónyayak birtokolták. 1787-ben 87 házában 374 lakos élt.
A 18. század végén Vályi András így ír róla: „Nagy, és Kis Toronya. Két Magyar falu Zemplén Várm. földes Urai Gr. Áspermont, a’ Királyi Kamara, és több Urak, lakosaik katolikusok, és reformátusok, fekszenek Sát. A. Újhelyhez mintegy órányira, N. Bárihoz közel; erdeje, szőleje van, rét nélkűl szűkölködik.”
1828-ban 48 háza és 372 lakosa volt.
Fényes Elek 1851-ben kiadott geográfiai szótárában így ír a faluról: „Kis-Toronya, magyar falu, Zemplén vmegyében, Ujhelyhez 1 mfdnyire: 108 romai, 70 görög kath., 159 ref., 50 zsidó lak. Ref. templom. Ez a helység még a Hegyaljához tartozik, s északról e zárja be ezt a nevezetes bortermő vidéket. Bora füszeres izéért különösen becsültetik. Szántóföldje 481 hold. Erdeje is van. F. u. többen.”
Borovszky Samu monográfiasorozatának Zemplén vármegyét tárgyaló része szerint: „Kistoronya, Sátoraljaújhely közelében fekszik. 117 házat s 605 lakost számlál, mely utóbbiaknak nagyobb része magyar és református vallású. Postája és vasútja Csörgőn van, távíróhivatala meg Sátoraljaujhelyben. Ősrégi község, mely Nagytoronyával együtt hajdan Alsó és Felső jelzőkkel Turuny néven már 1067-ben szerepelt. A XIII. század elejéről Tolna néven van említés róla s akkor a Katha-nemzetség birtoka. Nevét az itteni pálosok templomának tornyától kapta. Egyszer-másszor hibásan Thurul néven is írják, a mit némelyek félremagyaráznak s annak más jelentőséget tulajdonítanak. 1221-ben II. András itt kolostort alapított és Felsőtoronya felét e klastromnak adományozta, mely azonban 1241-ben, a tatárjáráskor elpusztult. Pálos kolostorát V. István király Ujhelybe telepítette át 1251-ben. Ez időben bizonyos Simon fiának a zálogbirtoka volt, melyet 1254-ben az Usz és a Tolcsvay családok visszaváltanak. 1281-ben Emeődi Farkas szerepel itt. 1321-ben Micz bán utódai elcserélik, más birtokaikkal együtt, Purustyán váráért. 1330-ban János mester Felsőtoronya felét a pataki Szent-Klára-apáczáknak adományozza. 1380-ban Perényi Miklós mind a két Toronyát elfoglalja, de a Klarissza apáczák, tiltakozásuk következtében, 1390-ben Zsigmond királytól visszakapják Felsőtoronya felét s arra új adományt nyernek. A birtok másik felében 1395-ben Recsetei Csirke Margit s három évvel később Debreő István és fiai kapnak részeket. 1410-ben Toronyai Pálnak, 1415-ben pedig a Csicserieknek és osztályos családaiknak a birtoka s közülök 1418-ban Csicseri Fodor Ferenczet iktatják némely részeibe. 1429-ben ez a rész az újhelyi vár tartozékaként szerepel s a Pálócziak az urai, 1446-ban az Uporiak, 1456-ban Bacskai István és Tárkányi István, 1474-ben a Nyárasapátiak a birtokosai. 1499-ben Csáktornyai Ernuszt János is kap itt részeket. 1511-ben Czékey Petronellát, Bánfy Pétert, Eödönfy Imrét, Dobó Zsófiát, Gerendy Lászlót, Upori Borbálát és Czékey Jánost iktatják birtokba. 1512-ben Felsőtoronya fele az újhelyi pálosoké, a másik fele a pataki Klarisszáké. 1527-ben Monyorósi Jánost vezetik be egy itteni részbirtokba. 1530-ban Drágffi Gáspár az apáczákat és a pálosokat elűzi s birtokukat elfoglalja. 1551 előtt a Tárczayakat találjuk itt, de három évvel később Paczoth Jánost, 1571-ben pedig Ruszkay Fábiánt iktatják némely részeibe. 1578-ban a két Toronya, a Drágffyak kihaltával, a Dobókra száll s a pataki vár tartozéka lesz. Az 1598-iki összeírás már Paczoth Ferenczet és Dobó Ferenczet említi birtokosaiul, kiket azután a Rákóczyak követtek. II. Rákóczy Ferencz után Nagytoronya az Aspremontoké lett, míg Kistoronyát III. Károly herczeg Trautson Lipót Donáthnak adományozta; de a herczeg ágának magvaszakadván, a kir. kincstárra szállott. Időközbn a Pethők is szereztek itt birtokot s az ő részük a 'Sennyeyeké lett. Majd herczeg Bretzenheim Károly Ágost s a báró Fischer család lett az ura, azután Lónyay Gábor. Most gróf Hardenberg Aladárnak van itt nagyobb birtoka és kényelmes úrilaka, mely még a Rákóczyak korából való. Alatta ősrégi pinczék és folyosók vannak, melyekről némelyek azt állítják, hogy a tatárjárás alkalmával búvóhelyekül szolgáltak, míg mások a pálosok idejéből valóknak tartják. A pinczék járatai oly szűkek, hogy csak egy ember fér rajtok keresztül, de azután hirtelen kiöblösödnek. Alakjuk leginkább körtéhez hasonlítható. 1663-ban ezt a községet is meglátogatta a pestis s 1831-ben a kolera, a mikor lakosai részt vettek a pórlázadásban. 1884-ben és 1903-ban majdnem az egész falu leégett. A községházán több oklevelet őriznek II. Rákóczy Ferencztől, nővérétől Juliától, Miksa császártól és Trautson herczegtől. Református temploma ősrégi, de 1656-ban átalakították s magyar-stílű díszítésekkel látták el. Van itt több érdekes régi festmény is, 1656-ból való faragványok, felíratok, czímerek stb. Az egyháznak több szentedénye is van 1656-ból. Érdekesek és jelentősek a községnek a dűlőnevei is, mint Pogányszeg, Égett-tó, Zsidó-domb, Pető-Szártó, Királyka, Sütő és Apácza-domb. Ide tartozik Fiserke-tanya is, a hol Szemere Józsefnek van birtoka.”
1920-ig Zemplén vármegye Sátoraljaújhelyi járásához tartozott, majd az új Csehszlovák államhoz csatolták. 1938-1945 között újra Magyarország része.

## Népessége
| Év:            | 1994. | 2004.   | 2014.   | 2024.    |
| -------------- | ----- | ------- | ------- | -------- |
| Emberek száma: | 449   | 451     | 416     | 342      |
| Eltérés:       |       | +0,44 % | -7,76 % | -17,78 % |

| Év:            | 2023. | 2024.   |
| -------------- | ----- | ------- |
| Emberek száma: | 347   | 342     |
| Eltérés:       |       | -1,44 % |

1910-ben 567-en, túlnyomórészt magyarok lakták.
2001-ben 452 lakosából 395 szlovák és 56 magyar.
2011-ben 436 lakosából 391 szlovák és 27 magyar.

## Nevezetességei
- A község református temploma eredetileg román kori volt (13. század) és az ottani pálos monostor része, amely később átköltözött a szomszédos Sátoraljaújhelybe. Mai formáját neogótikus átépítéssel nyerte el. Bejárata fölött és belterében számos latin és magyar nyelvű felirat olvasható.[6]
- A község a történelmi Tokaj-hegyaljai borvidék része.[6]